# Albert Brackmann
Albert Louis Theodor Johann Karl Ferdinand Brackmann (* 24. Juni 1871 in Hannover; † 17. März 1952 in Berlin) war ein deutscher Historiker und Archivar.

## Leben
Brackmann stammt aus einer Braunschweiger Beamten- und Pastorenfamilie. Er wurde als Sohn des Gymnasialoberlehrers Albert Brackmann (1835–1878) und dessen Frau Wilhelmine, geb. Mirow (1848–1933), in Hannover geboren. Großvater und Urgroßvater väterlicherseits waren Superintendenten; mütterlicherseits stammt Brackmann aus der Hannoveraner Industriellendynastie Egestorff. Brackmann wuchs in Göttingen auf, wohin seine Mutter nach dem Tod des Vaters gezogen war. Nach dem Abitur, das Brackmann Ostern 1889 in Göttingen ablegte, absolvierte er seit dem Sommersemester 1889 zunächst ein Theologiestudium an den Universitäten Tübingen, Leipzig und Göttingen, das er 1895 mit dem zweiten theologischen Examen abschloss. Seit Ostern 1895 studierte er in Göttingen deutsche Philologie und Geschichte und legte im Mai 1896 das philologische Staatsexamen mit der Lehrbefähigung in Religion und Hebräisch ab. Während seines Studiums wurde er Mitglied des „Studenten-Gesangvereins der Georgia Augusta“ (heute StMV Blaue Sänger Göttingen). Nach abgeschlossener Erweiterungsprüfung erhielt Brackmann im November 1897 die Lehrbefugnis in deutscher Sprache und Geschichte und unterrichtete diese Fächer am Gymnasium zu Göttingen. Im Dezember 1898 wurde Brackmann in Göttingen mit der von Paul Kehr betreuten Arbeit Urkundliche Geschichte des Halberstädter Domkapitels im Mittelalter. Ein Beitrag zur Verfassungs- und Verwaltungsgeschichte der deutschen Domkapitel promoviert. Mit 27 Jahren gehörte er zum Stab der Monumenta Germaniae Historica. Er spezialisierte sich in der Kaiser- und Papstgeschichte und wurde 1901 Herausgeber der Germania Pontificia, der Sammlung der für deutsche Empfänger bestimmten Papsturkunden.
Brackmann war zunächst Hauslehrer bei Baron von Alten in Hemmingen bei Hannover und wissenschaftlicher Hilfslehrer am Luisenstädtischen Gymnasium in Berlin und unterrichtete ab 1902 in der Stellung eines Oberlehrers an einer Schule in Hannover.
1905 war er außerordentlicher Ordinarius in Paul Kehrs „Institut für Historische Hilfswissenschaften“ in Marburg, 1913 Professor für mittelalterliche Geschichte an der Universität Königsberg, 1920 wieder in Marburg und ab 1922 als Nachfolger von Dietrich Schäfer an der Universität Berlin. 1929 wurde er zum Generaldirektor der preußischen Staatsarchive und Ersten Direktor des Geheimen Staatsarchivs, 1935 zum kommissarischen Leiter des Reicharchivs ernannt. Er trug zur Einrichtung des Instituts für Archivwissenschaft und geschichtswissenschaftliche Fortbildung bei, das im Mai 1930 in Berlin-Dahlem eröffnet wurde, und diente als erster Leiter. Außerdem war er Mitglied der Gelehrtengesellschaft von Göttingen, der Bayerischen, Deutschen und Preußischen Akademie und Mitherausgeber der Historischen Zeitschrift. 1934 wurde er zum ordentlichen Mitglied der Historischen Kommission für Westfalen gewählt; bei deren Wiedereinrichtung 1945 wurde er nicht berücksichtigt.
Von 1919 bis 1925 war Brackmann Mitglied der DVP, später der DNVP, ab 1926 Mitglied im 1894 gegründeten „Deutschen Ostmarkenverein“, aus dem 1933 im Zusammenschluss mit anderen ostdeutschen Volkstumsverbänden der Bund Deutscher Osten wurde. 1936 trat Brackmann in den Ruhestand. Weder seine Reputation als Gelehrter noch seine guten Beziehungen zum NS-Regime zwangen ihn dazu, „sich dem kleinen Kreis der durch und durch Überzeugten anzuschließen – auch wenn er in unmittelbarer Nähe zu dieser Strömung seine Bahnen zog“.

## Wissenschaft im Dienste der Politik
Brackmann gilt in der heutigen Geschichtsschreibung in Bezug auf den NS-Staat als „höchstrangiger deutscher Historiker“ (Wolfgang J. Mommsen) oder als „graue Eminenz der Ostforschung“ (Mathias Beer). Ein biografischer Lexikoneintrag von 1973/95 hält fest, dass er mit Eintritt in den Ruhestand 1936 „auch weiterhin an entscheidender Stelle tätig“ war, was mehr verbirgt als enthüllt.
Folgenreich war vor allem Brackmanns Rolle im Geheimen Staatsarchiv, in dem 1931 die Publikationsstelle Berlin-Dahlem für die Ostforschung eingerichtet wurde, die mit Kriegsbeginn gegen Polen und beim Deutsch-Sowjetischen Krieg von praktischer Bedeutung für die gesamte „Volkstumspolitik“ in Osteuropa wurde, z. B. durch die Verwaltung der Deutschen Volksliste. Die P-Stelle stand von Anfang an in engster Verbindung mit dem Reichsministerium des Innern und dem Auswärtigen Amt. Brackmann arbeitete 1939 an einer Denkschrift zur „Eindeutschung Posens und Westpreußens“ mit, in der die sofortige Umsiedlung von 2,9 Millionen Polen und Juden gefordert wurde. Wie sehr Brackmann auch an einer Zusammenarbeit mit einem „hirnverbrannten Antisemiten“ wie Otto Reche (so Michael Burleigh [1994], S. 73) gelegen war, zeigte sich darin, dass er dessen Bemerkungen über die Polen – die Deutschen brauchten Raum und keine „polnischen Läuse im Pelz“ – billigte und ihn zu weiteren Denkschriften zur Aus- und Umsiedlung von Polen, Ukrainern und Sorben aufforderte und ans Reichsinnenministerium weiterempfahl.
Gleich nach dem Überfall auf Polen fertigte Brackmann auf Bestellung der SS für deren „Ahnenerbe“-Verlag eine Propagandaschrift mit dem Titel Krisis und Aufbau in Osteuropa. Ein weltgeschichtliches Bild an. Das Buch richtete sich gezielt gegen alle von der polnischen Westforschung mit Sitz in Posen vorgelegten Befunde, die sich spiegelbildlich ebenfalls kritisch bis polemisch auf alle Ergebnisse der Ostforschung bezogen und in Gestalt von Zygmunt Wojciechowski in das nationalpolnische Fahrwasser von Roman Dmowski begeben hatte. Brackmann schrieb in hervorgehobenem Breitdruck:

„Welches andere Volk hat für Osteuropa das geleistet, was die Deutschen dort geleistet haben? Welches andere Volk ist mit den Völkern Osteuropas in so enge Beziehung gekommen wie das deutsche? Von diesem Gesichtspunkt aus gesehen kann es nicht zweifelhaft sein, wer ein größeres Anrecht darauf hat, bei der Neuordnung Osteuropas mitzureden: nicht die Franzosen oder Engländer, sondern die Deutschen.“

Die Wehrmacht kaufte im Mai 1940 noch während des Westfeldzuges 7.000 Exemplare von Krisis und Aufbau in Osteuropa zur Unterrichtung ihrer Führungskräfte. Nach Kriegsende wurde die Schrift in der Sowjetischen Besatzungszone auf die Liste der auszusondernden Literatur gesetzt.
Mit Heinrich Himmler persönlich verband Brackmann dessen hohe Einschätzung der Ottonen in Gestalt von Heinrich I. und Otto I. Zu seinem siebzigsten Geburtstag machte ihm die Führungsspitze des NS-Staates die Aufwartung: Göring, Frick, Ribbentrop mit Adolf Hitler an der Spitze, der ihm die höchste Wissenschaftsauszeichnung des Reichs überreichte, den „Adlerschild des Deutschen Reiches“. Die Behauptung Brackmanns, dass die Publikationsstelle zu einer „Zentralstelle für die wissenschaftliche Beratung“ des NS-Regimes aufstieg, wurde 2007 als realistisch eingeschätzt.
Zusammenfassend stellt Michael Burleigh Brackmann in seiner Bedeutung so vor: „Provided one pandered to his sense of self-importance, Brackmann had a utility to the regime far greater than the mere nuisance value of Walter Frank.“ (Deutsch: Vorausgesetzt man schloss sich Brackmanns Einschätzung seiner eigenen Wichtigkeit an, hatte er für das Regime einen weit größeren Wert als dem bloßen Ärgernis-Wert eines Walter Frank) Über die beiden von ihm dominierten Institutionen der Publikationsstelle und der Nord- und Ostdeutschen Forschungsgemeinschaft, die „Denkfabriken der Ostforschung“, gilt er als beteiligt an der Parzellierung Europas, an organisiertem Kunstraub und an der Vorbereitung des Völkermords. Nach Burleigh hat Brackmann am Ende seines langen Lebens auf sein verwüstetes Vaterland in der Annahme blicken können, dass die Nachfolge in seinem Reich bei seiner akademischen Klientel und seinen Schülern wie Hermann Aubin, Walter Kuhn und Erich Keyser in guten Händen liege. In Brackmanns Todesjahr veröffentlichten Hermann Aubin und Erich Keyser den ersten Band der Zeitschrift für Ostforschung.
Brackmanns Ruhestand 1936 war nicht freiwillig (er wollte auch über das offizielle Ruhestandsalter hinaus weiter als Archivdirektor arbeiten), sondern durch eine Intrige des nationalsozialistischen Historikers Walter Frank erzwungen.

## Nachkriegszeit
Mit dem Ende des Dritten Reiches verlor Brackmann seine Pension und lebte mit einer schweren Herzkrankheit sehr eingeschränkt in Blankenburg am Harz. Seine Bibliothek hatte den Krieg überstanden, wurde ihm aber nicht zurückerstattet. Er nutzte die Feindschaft zu Walter Frank erfolgreich, um gegenüber der Entnazifizierungskommission eine Gegnerschaft zum nationalsozialistischen Regime zu behaupten, und konnte zahlreichen ehemaligen Archivkollegen mit Hilfe von Persilscheinen in deren Anhörungsverfahren den Weg zur Rückkehr in das staatliche Archivwesen bahnen. Den Bemühungen seiner früheren Mitarbeiter Oskar Kossmann, Hermann Aubin und Erich Keyser um eine Fortführung der Arbeit der Publikationsstelle Berlin-Dahlem und der „Ostforschung“ überhaupt, die in die Gründung des Herder-Instituts in Marburg mündeten, stand er positiv gegenüber, konnte jedoch nicht mehr selbst eingreifen.
1950 konnte er die Deutsche Demokratische Republik verlassen und in eine Mietwohnung in Berlin-Dahlem umziehen. Seit 1946 bis zu seinem Tod arbeitete er an einer Darstellung seiner staats- und kirchenpolitischen Vorstellungen zu Antike und Mittelalter („Staat und Kirche“, das Manuskript heute im Archiv der Monumenta Germaniae Historica). 1948 wurde er zum Ehrenmitglied des Verbands deutscher Archivarinnen und Archivare und zu einem der ersten korrespondierenden Mitglieder der neuen Zentraldirektion der Monumenta Germaniae Historica gewählt. An deren Neuorganisation hatte er durch ein Gutachten mitgewirkt.
Brackmann starb 1952 in Dahlem. Sein Nachlass befindet sich im Geheimen Staatsarchiv Preußischer Kulturbesitz.

## Schriften (Auswahl)
- 1898: Urkundliche Geschichte des Halberstädter Domkapitels im Mittelalter. Ein Beitrag zur Verfassungs- und Verwaltungsgeschichte der deutschen Domkapitel (Dissertation).
- 1926: Die Ostpolitik Ottos des Großen. In: Historische Zeitschrift 134, S. 242–256.
- 1931: Die Anfänge der Slawenmission und die Renovatio imperii des Jahres 800. In: Sitzungsberichte der Preußischen Akademie der Wissenschaften.
- 1932: Der ‚römische Erneuerungsgedanke‘ und seine Bedeutung für die Reichspolitik der Kaiserzeit.
- 1933: (Hrsg.): Deutschland und Polen. Beiträge zu ihren geschichtlichen Beziehungen.
- 1934: Die Anfänge des polnischen Staates. In: Sitzungsberichte der Preußischen Akademie der Wissenschaften.
- 1935: Reichspolitik und Ostpolitik im frühen Mittelalter. In: Sitzungsberichte der Preußischen Akademie der Wissenschaften.
- 1936: Zantoch. Eine Burg im deutschen Osten.
- 1937: Die politische Bedeutung der Mauritius-Verehrung im frühen Mittelalter. In: Sitzungsberichte der Preußischen Akademie der Wissenschaften.
- 1937: Magdeburg als Hauptstadt des deutschen Ostens im frühen Mittelalter (zur 1000-Jahr-Feier des Moritzklosters in Magdeburg). H. Schmidt & C. Günther, Pantheon-Verlag für Kunstwissenschaft, Leipzig.
- 1938: Die Anfänge der abendländischen Kulturbewegung in Osteuropa und deren Träger. In: Jahrbuch für die Geschichte Osteuropas 3, S. 185–215.
- 1939: Kaiser Otto III. und die staatliche Umgestaltung Polens und Ungarns. In: Abhandlungen der Preußischen Akademie der Wissenschaften.
- 1939: Krisis und Aufbau in Osteuropa. Ein weltgeschichtliches Bild.
- 1940: Die Anfänge des polnischen Staates in polnischer Darstellung. In: Festschrift für Ernst Heymann. Weimar, S. 62–94.
- 1941: Albert Brackmann. Gesammelte Aufsätze. Zu seinem 70. Geburtstag am 24. Juni 1941 von Freunden, Fachgenossen und Schülern als Festgabe dargebracht (mit Verzeichnis Die Schriften Albert Brackmanns, S. 531–541; um den Aufsatz von 1947 erweiterte Zweitauflage dieser Festschrift 1967 bei der Wissenschaftlichen Buchgesellschaft). Digitalisat der Erstauflage.
- 1943: Zur Geschichte der heiligen Lanze Heinrichs I. In: Deutsches Archiv für Geschichte des Mittelalters 6, 1943, S. 401–411.
- 1947: Gregor VII. und die kirchliche Reformbewegung in Deutschland. In: Studi Gregoriani, Bd. 2, S. 7–30.